# Bruderholz
Das Bruderholz ist eine Hochfläche in den beiden Halbkantonen Basel-Stadt und Basel-Landschaft in der Schweiz.
Der Name leitet sich von den  Waldbrüdern (Einsiedlern) ab, welche früher in kleinen Gehölzstreifen und Wäldchen an den Steilhängen des Bruderholzes hausten.

## Geographie

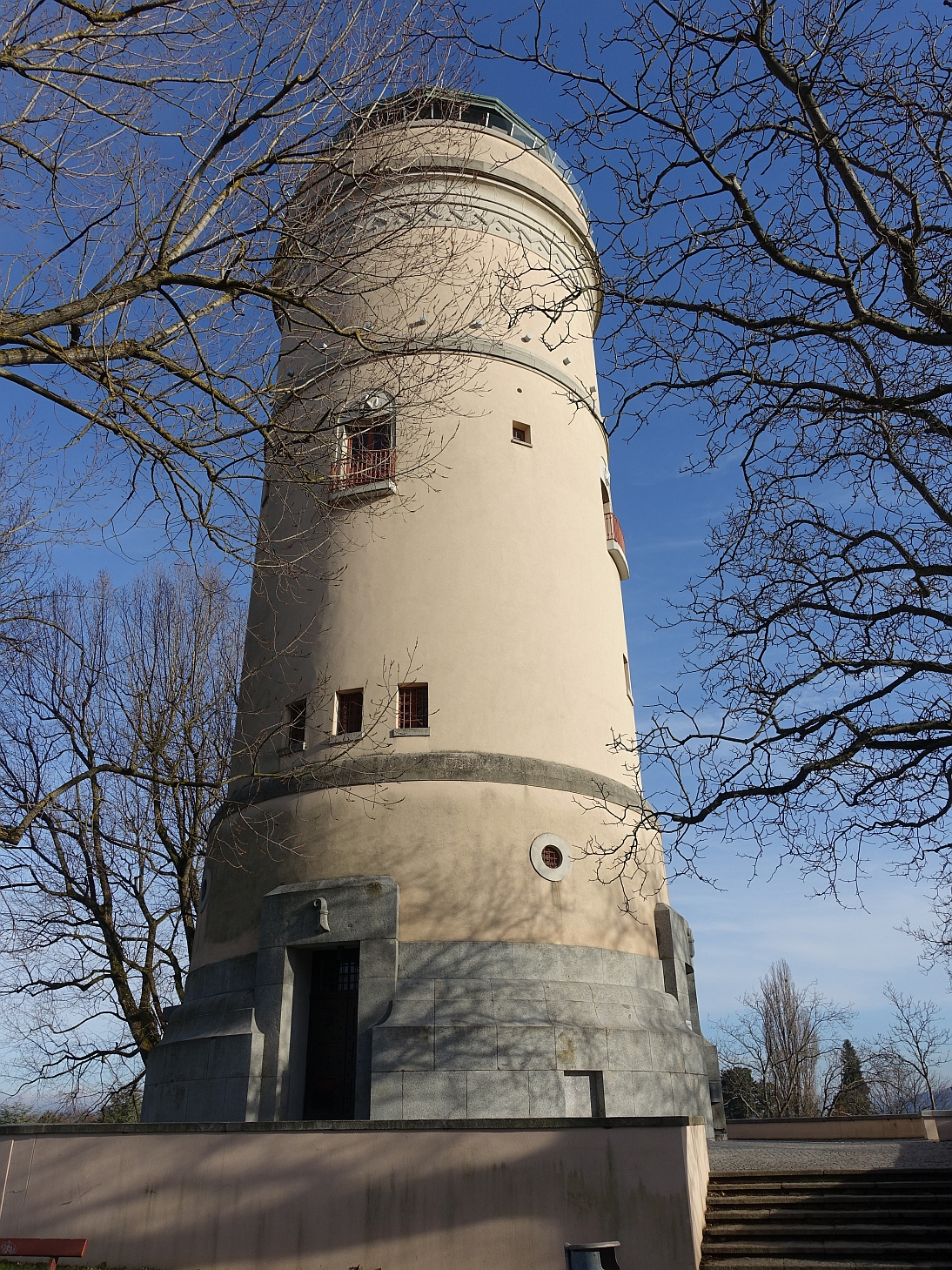
Der Wasserturm auf dem Bruderholz

Das Bruderholz verläuft in nordöstlich-südwestlicher Richtung und trennt das Birstal vom Leimental. Der sanfte Höhenzug gehört zum Sundgauer Hügelland und erhebt sich bis zu einer Höhe von 391 Metern, also mehr als 100 Meter über die benachbarten Täler. Er ist leicht gewellt und steigt schwach gegen Süden an. Einen markanten Punkt bildet der Buremichelskopf mit 363 Metern, nordwestlich vom Wasserturm Bruderholz gelegen. Im Norden ist das Bruderholz bebaut. Dort liegen unter anderem auch das Basler Bruderholzquartier sowie das Basellandschaftliche Bruderholzspital.
Der Untergrund und die Talsohle bestehen aus Cyrenenmergel (Blauer Letten/Oligozän) aus der Tertiär. Darüber hat es Deckenschotter (zum Teil Nagelfluh) und als Deckschicht feine, gelbliche Stauberde, den Löss/Lösslehm aus der Eiszeit (Diluvium). Diese Deckschicht ist sehr fruchtbar, und daher dehnen sich auf dem Plateau fette Äcker und saftige Wiesen aus. Zudem ist das Bruderholz eines der beliebten Naherholungsgebiete Basels.

## Geschichte
Am 22. März 1499 ereignete sich hier das Gefecht am Bruderholz zwischen den Schwaben und den Eidgenossen während des Schwabenkrieges.
Ab 1792 verlief die Grenze zwischen Frankreich und der Schweiz über das Bruderholz, es wurde nach dem Wiener Kongress im Jahr 1815 der Schweiz zugesprochen.
Im Jahr 1815 baute man auf Stadtgebiet eine Schanze, Batterie genannt, und 1926 ganz in der Nähe den weit herum sichtbaren Wasserturm Bruderholz.